# Mallotus darbyshirei
Mallotus darbyshirei är en törelväxtart som beskrevs av Airy Shaw. Mallotus darbyshirei ingår i släktet Mallotus och familjen törelväxter. Inga underarter finns listade i Catalogue of Life.